# (3025) Higson
(3025) Higson est un astéroïde de la ceinture principale.

## Description
(3025) Higson est un astéroïde de la ceinture principale. Il fut découvert le 20 août 1982 à l'observatoire Palomar par Carolyn S. Shoemaker et Eugene M. Shoemaker. Il présente une orbite caractérisée par un demi-grand axe de 3,20 UA, une excentricité de 0,09 et une inclinaison de 21,0° par rapport à l'écliptique.

## Compléments